# Llenguadoc-Rosselló
|  | Aquest article tracta sobre l'antiga regió administrativa. Si cerqueu l'actual, vegeu «Regió d'Occitània». |

El Llenguadoc-Rosselló (en occità: Lengadòc-Rosselhon, en francès: Languedoc-Roussillon) fou una regió administrativa al sud de França, integrada actualment a la regió d'Occitània. Abastava dos territoris històrics: la Catalunya Nord o el Rosselló - un territori de cultura catalana - i el Llenguadoc - un territori de cultura occitana. La seva capital era Montpeller.

## Història
La regió de Llenguadoc-Rosselló, com a col·lectivitat territorial, va ser creada quan es van establir les regions el 1986 arran de les lleis de descentralització aprovades pel govern socialista de François Mittérrand. El centrista Jacques Blanc (aleshores membre de l'UDF) fou elegit president del consell regional aquell any i mantingué el càrrec durant 18 anys fins que el 2004 va ser substituït pel seu rival i acèrrim enemic polític, el socialista Georges Frêche.
Al principi la bandera triada per a representar la regió consistia en una fusió dels símbols occità i català: la creu de Tolosa i la senyera. L'arribada del nou president socialista va suposar un canvi important de cara a la simbologia identitària, ja que va decidir de canviar-la per una mena de logotip figuratiu.
Aquesta regió va formar part del projecte de Comunitat de Treball dels Pirineus creada el 1983 (juntament amb Euskadi, Navarra, Aragó, Catalunya, les regions d'Aquitània, Migdia-Pirineus i a més Andorra) i després de l'Euroregió (dita també Euroregió mediterrània, creada el 1991) impulsada per aquesta mateixa regió, Migdia-Pirineus i Catalunya. Amb els canvis de governs del 2004, d'òptica socialista es creà una nova entitat dita Euroregió Pirineus Mediterrània amb els governs d'Aragó, de Catalunya, de les Illes Balears i de la regió Migdia-Pirineus.

## Situació administrativa
A excepció d'un departament (Losera), la situació geogràfica d'aquesta entitat se situà a la vora del Mediterrani i cada capital (excepte Menda) de departament va ben comunicada a la resta mitjançant una xarxa prou important de ferrocarrils, carreteres i una autopista (l'A9 alhora "languedocienne" i "catalane").
La formaren cinc departaments: 
- Aude (11)
- Gard (30)
- Erau (Hérault) (34)
- Losera (Lozère) (48)
- Pirineus Orientals (Pyrénées-Orientales) (66)

## La Casa de la Regió (L'Hôtel de Région)
La seu d'aquesta regió es trobava a Montpeller, a la vora de Port Marianne en un edifici dit Hôtel de Région (Casa de la Regió). Aquest edifici fou construït a principis de la creació sota la presidència de Jacques Blanc amb un cost prou elevat degut als equipaments (televisors a cada seient...) i conegué uns grans canvis estructurals amb l'arribada de G. Frêche que van ser criticats pel seu cost suposadament prohibitiu. Recentment s'han creat delegacions de la Regió dites Maison de la Région a les capitals departamentals

## Transport
La regió comptava amb una sèrie d'eixos que la vertebraven, de nord a sud i de l'oest a l'est. l'eix principal és l'A-9, que forma part de l'E-15 i travessa tot el territori vorejant la costa de Gard al Rosselló, i enllaçant al nord amb l'A-54 que va fins a Marsella. Dos eixos més enllacen Narbona amb Tolosa (Toulouse) (l'A-61) i Montpeller-Besiers (Béziers) amb Clarmont d'Alvèrnia (Clermont-Ferrand) (l'A-75). El TGV segueix aquest primers dos eixos a Tolosa i Marsella, i a més hi ha una sèrie de trens regionals i turístics que connecten les poblacions més petites amb les capitals de departament.

## El fracàs del nom Septimània
El cap del govern socialista (PS) regional, Georges Frêche, es va mostrar aviat contrari al sentiment nacional occità o català com ho va demostrar en nombroses sessions de la regió descrivint el català i l'occità com a "patois".
Un dels intents més palesos d'erradicació identitària va ser la tria de la designació Septimanie (Septimània) per a definir l'entitat artificial formada per occitans i catalans.
Aquest canvi va ser percebut molt negativament a la societat nord-catalana, que es va manifestar palesament i vehement contra la creació de Georges Frêche (emprant eslògans com Septicèmia en lloc de Septimània). L'ajuntament de Perpinyà va aprovar una moció en què rebutjava la denominació Septimània impulsada pel president del consell el 26 de setembre de 2005. L'endemà, i davant la forta oposició popular, el president del consell, Georges Frêche, va desestimar el canvi oficial de nom, tot i que el nom Septimanie es manté com a marca comercial per una vintena d'empreses per indicar la procedència dels seus productes.